# Basilique du Sacré-Cœur de Conewago

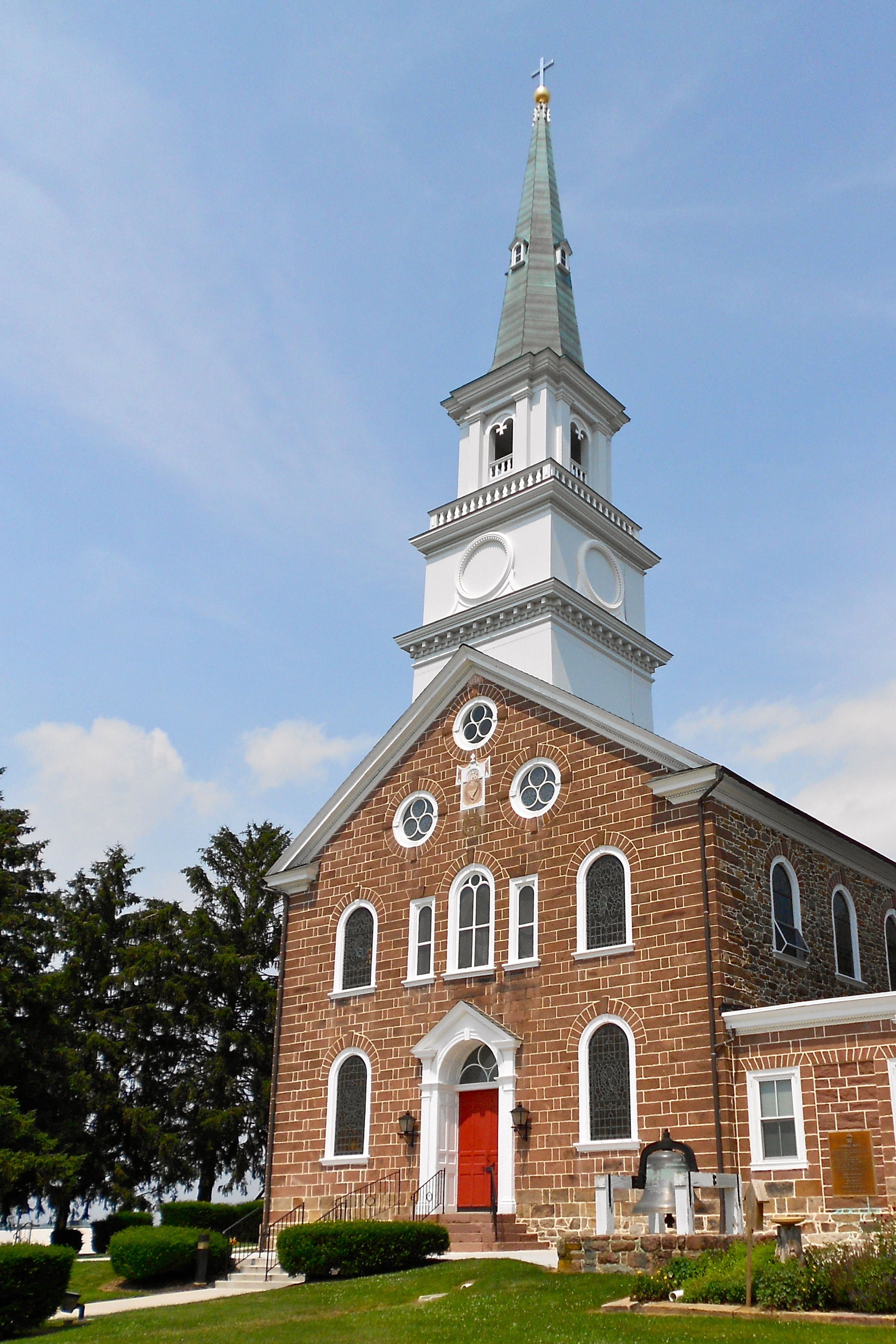
Façade de la basilique du Sacré-Cœur.

La basilique du Sacré-Cœur de Conewago (Basilica of the Sacred Heart of Jesus, Conewago) - ou simplement la chapelle de Conewago - est une église catholique de Pennsylvanie dépendant du diocèse de Harrisburg.

## Histoire
Elle se trouve à Conewago qui fait partie du comté d'Adams, à 4,8 kilomètres au nord d'Hanover. Elle se trouve à l'emplacement d'une ancienne chapelle construite en 1730 par les jésuites allemands. C'est l'église catholique construite en pierres la plus ancienne des États-Unis, puisqu'elle date de 1785-1787. Elle a reçu le titre de basilique mineure en 1962. Un petit cimetière datant de 1752 est adjacent.

## Architecture
L'église est construite en grès rouge dans le style fédéral et surmontée d'une flèche ajoutée en 1873. Une cure est construite à proximité également en 1787. Le prince Dimitri Galitzine (1770-1840) y passé les premières années de sa vie de prêtre, de 1795 à 1799. L'intérieur de l'édifice est décoré par Gebhart en 1844, du temps du R.P. Steinbacher S.J., curé de l'église. Il est réaménagé en 1887 par Lorenzo Scattaglia (de Philadelphie) pour le centenaire, et encore en 1937. L'église est entièrement restaurée dans les années 1950. Les éléments les plus remarquables sont les tableaux de Franz Stecher dans le transept et l'abside datant du milieu du XIXe siècle.
La basilique est inscrite au registre des monuments historiques depuis 1975.

## Illustrations

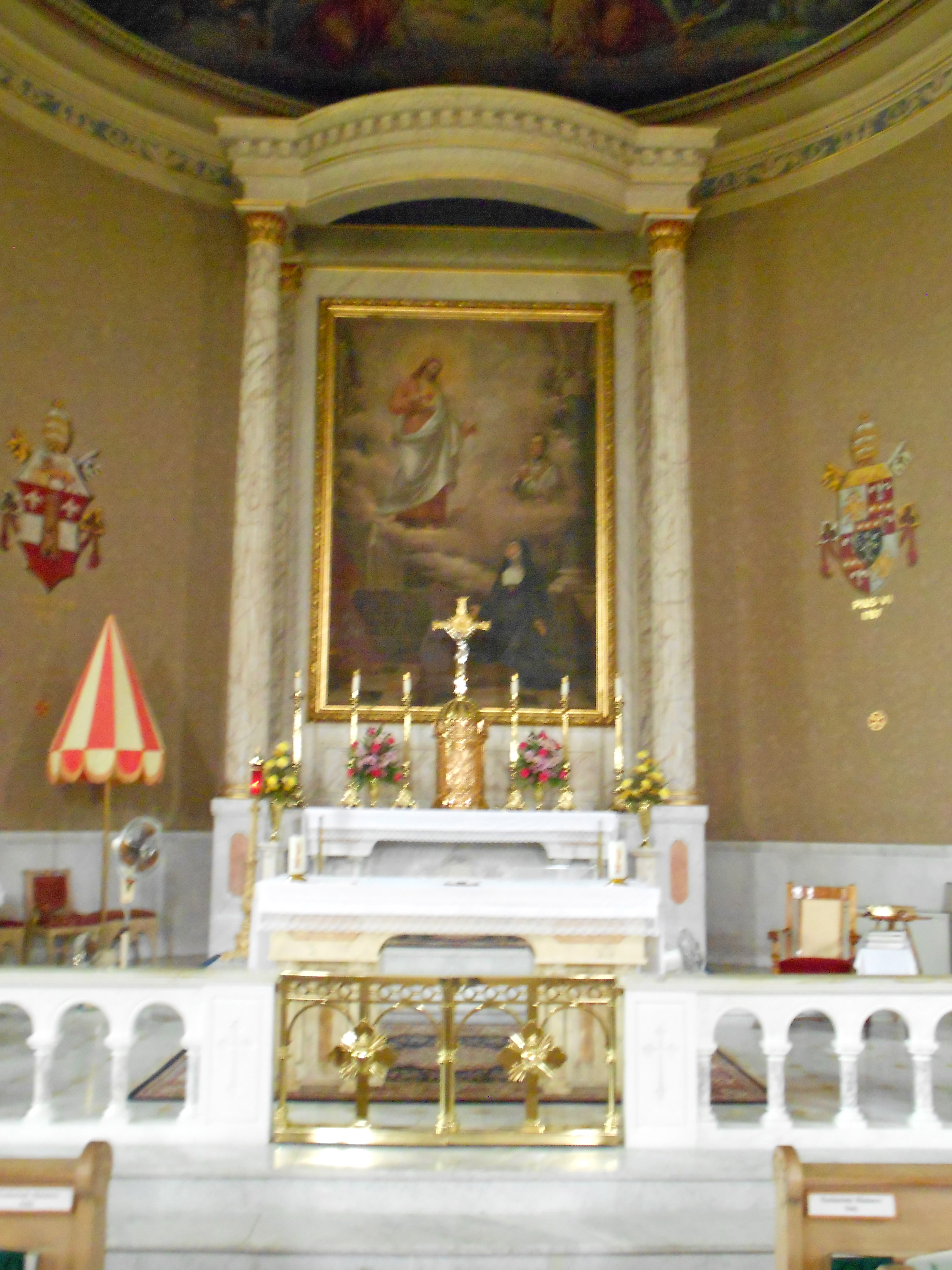
Vue du maître-autel
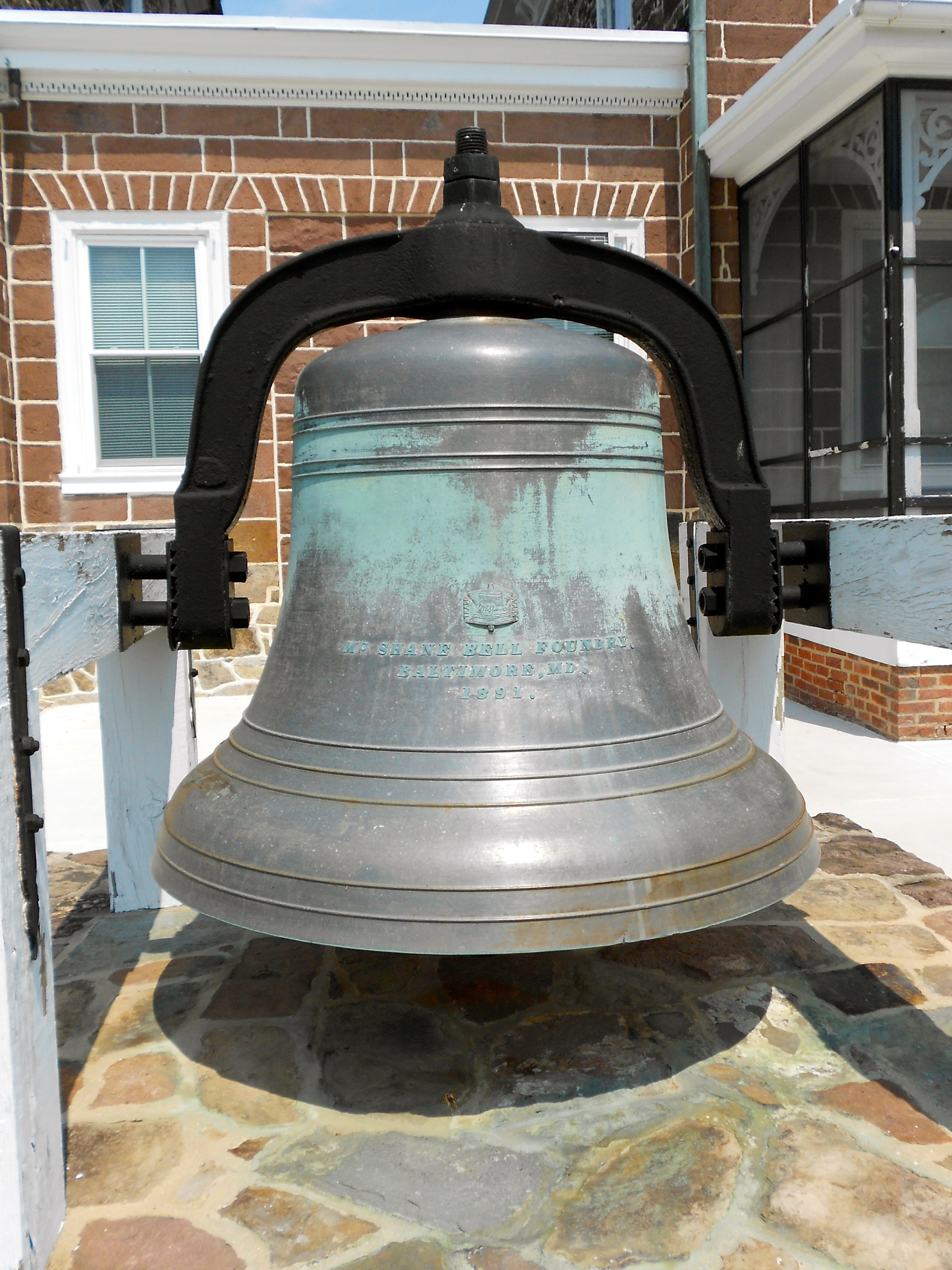
Cloche de la basilique